# Казік Олександр Вікторович
Казік Олександр Вікторович (нар. 22 жовтня 1996) — український лижник, біатлоніст.
Дворазовий срібний призер зимових Паралімпійських ігор 2018 у Пхьончхані. 

## Медалі зимових Паралімпійських ігор

### Зимові Паралімпійські ігри 2018(Пхьончхан,Південна Корея)
Олександр вперше поїхав на зимові Паралімпійські ігри.

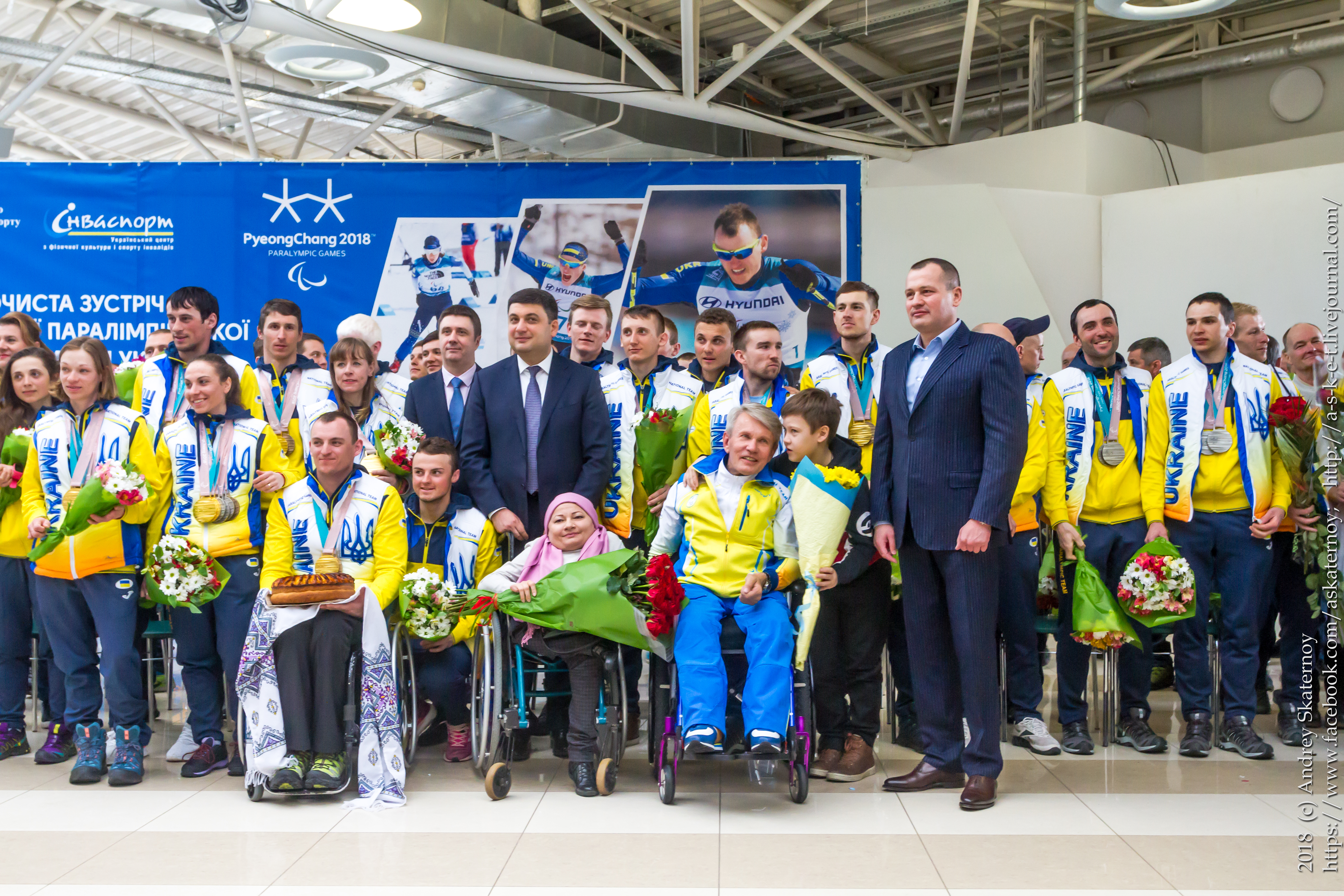
Зустріч української команди паралімпійців в Києві після успішного виступу на зимових Паралімпійських іграх 2018 у Київі, Україна.

На цій Паралімпіаді спортсмену з вадами зору допомагав по дистанції спортсмен-лідер (гайд) Сергій Кучерявий.
| Місце   | Дисципліна             |
| ------- | ---------------------- |
| Біатлон |                        |
| Срібло  | 12,5 км, з вадами зору |
| Срібло  | 15 км, з вадами зору   |

### Зимові Паралімпійські ігри 2022(Пекін,Китай)
| Місце   | Дисципліна             |
| ------- | ---------------------- |
| Біатлон |                        |
| Золото  | 12,5 км, з вадами зору |
| Срібло  | 6 км, з вадами зору    |